# 克里希纳吉里
克里希纳吉里（羅馬化：Kiruṭṭiṇakiri，坦米爾語發音：[kiɾɯʂɳaɡiɾi]）是印度泰米尔纳德邦克里希纳吉里县的一个城镇。总人口65024（2001年）。

## 人口
该地2001年总人口65024人，其中男性32692人，女性32332人；0—6岁人口7818人，其中男3983人，女3835人；识字率71.88%，其中男性为77.46%，女性为66.25%。